# Sekrecija
Sekrécija je sinteza in oddajanje snovi iz žleznih celic. Tipični mehanizem sekrecije celice je preko posebnih sekretornih kanalov v celični membrani.